# Per-Johan Johansson (ishockeyspelare)
Per-Johan Johansson, född 31 mars 1968, är en svensk före detta professionell ishockeyspelare (forward). Han är far till ishockeymålvakten Jonas Johansson.
Per-Johan tog SM-guld 1993 och SM-silver 1995 med Brynäs IF.